# Siemens-Halske Sh 14
O Siemens-Halske Sh 14 foi um motor de aviões de sete cilindros radial refrigerado à ar produzido na Alemanha pela Siemens & Halske entre as décadas de 1920 1930. 
O primeiro teste prático ocorreu em 1928 gerando 125 hp. Depois que a Siemens & Halske encarregou sua nova subsidiária, a Siemens Apparate- und Maschinenbau GmbH (SAM), da produção de motores de avião, ele passou a ser designado como Sh 14a, ou SAM 314.

## Utilização
- Albatros L 82
- Ambrosini SAI.3
- Ambrosini SAI.10
- BFW M.23
- BFW M.29
- BFW M.35
- Bücker Bü 133 Jungmeister
- Flettner Fl 185
- Flettner Fl 265
- Flettner Fl 282
- Focke-Wulf C.20
- Focke-Wulf C.30 Heuschrecke
- Focke-Wulf Fw 44
- Focke-Wulf Fw 61
- Heinkel He 72
- LWD Szpak
- LWD Zuch
- Nuri Demirağ Nu D.38
- RWD-17W
- Rogožarski SIM-VIII
- Rogožarski SIM-XI
- SIM-II
- VL Viima

## Especificações
Esses são os dados técnicos do Siemens-Halske Sh 14.
- Características gerais
  - Tipo: 7-cilindros refrigerado a ar radial
  - Diâmetro do cilindro: 108 mm
  - Curso do cilindro: 120 mm
  - Capacidade: 7,69 litros
  - Comprimento: 975 mm
  - Diâmetro: 936 mm
  - Altura: 936 mm
  - Peso vazio: 135 kg

- Componentes
  - Comando de válvulas: Uma de admissão e uma de exaustão por cilindro
  - Tipo de combustível: 80 octanas
  - Sistema de refrigeração: à ar, com aletas nos cilindros

- Performance
  - Potência de saída: 160 hp a 2.200 rpm
  - Taxa de compressão: 6,0:1
  - Relação peso/potência: 1,05 kg/hp em velocidade de cruzeiro